# Haroldius borneensis
Haroldius borneensis là một loài bọ cánh cứng trong họ Bọ hung (Scarabaeidae).